# Мустыгин, Михаил Михайлович
Михаи́л Миха́йлович Мусты́гин (27 октября 1937, Коломна, Московская область — 27 января 2023) — советский футболист, центральный нападающий. Лучший бомбардир чемпионатов СССР 1962 и 1967 годов в составе минского «Динамо». Бронзовый призёр чемпионата СССР 1963 года в составе минского «Динамо». В список 33 лучших футболистов сезона в СССР включался дважды (1963 — № 2, 1967). Тренер.

Мексиканцы страстно болеют за свою команду. Выигрывая 1:0 они были уверены в победе и отмечали её громогласным скандированием «Раз! Два! Три! — Мехико: Ра-ра-ра!!!»
Но Михаил Мустыгин перевел их восторги на себя. Он забил редчайший по красоте гол. С космической скоростью, прямо-таки метеором, промчался он от центра поля с мячом в ногах, обведя пятерых противников, и сильным ударом послал его в сетку мимо выбежавшего вратаря.
— А. П. Старостин. «Повесть о футболе»
По состоянию на май 2015 — тренер в школе «Динамо» Минск.
Умер 27 января 2023 года в возрасте 85 лет.